# Росош (Мінський повіт)
Росош (пол. Rososz) — село в Польщі, у гміні Цеґлув Мінського повіту Мазовецького воєводства.
Населення — 73 особи (2011).
У 1975-1998 роках село належало до Седлецького воєводства.

## Демографія
Демографічна структура станом на 31 березня 2011 року:
|          | Загалом | Допрацездатний вік | Працездатний вік | Постпрацездатний вік |
| -------- | ------- | ------------------ | ---------------- | -------------------- |
| Чоловіки | 31      | 2                  | 23               | 6                    |
| Жінки    | 42      | 10                 | 21               | 11                   |
| Разом    | 73      | 12                 | 44               | 17                   |